# Фано Адриано
Фа̀но Адриа̀но (на италиански: Fano Adriano) е село и община в Южна Италия, провинция Терамо, регион Абруцо. Разположено е на 745 m надморска височина. Населението на общината е 382 души (към 2010 г.).